# Miroslav Mikolášik

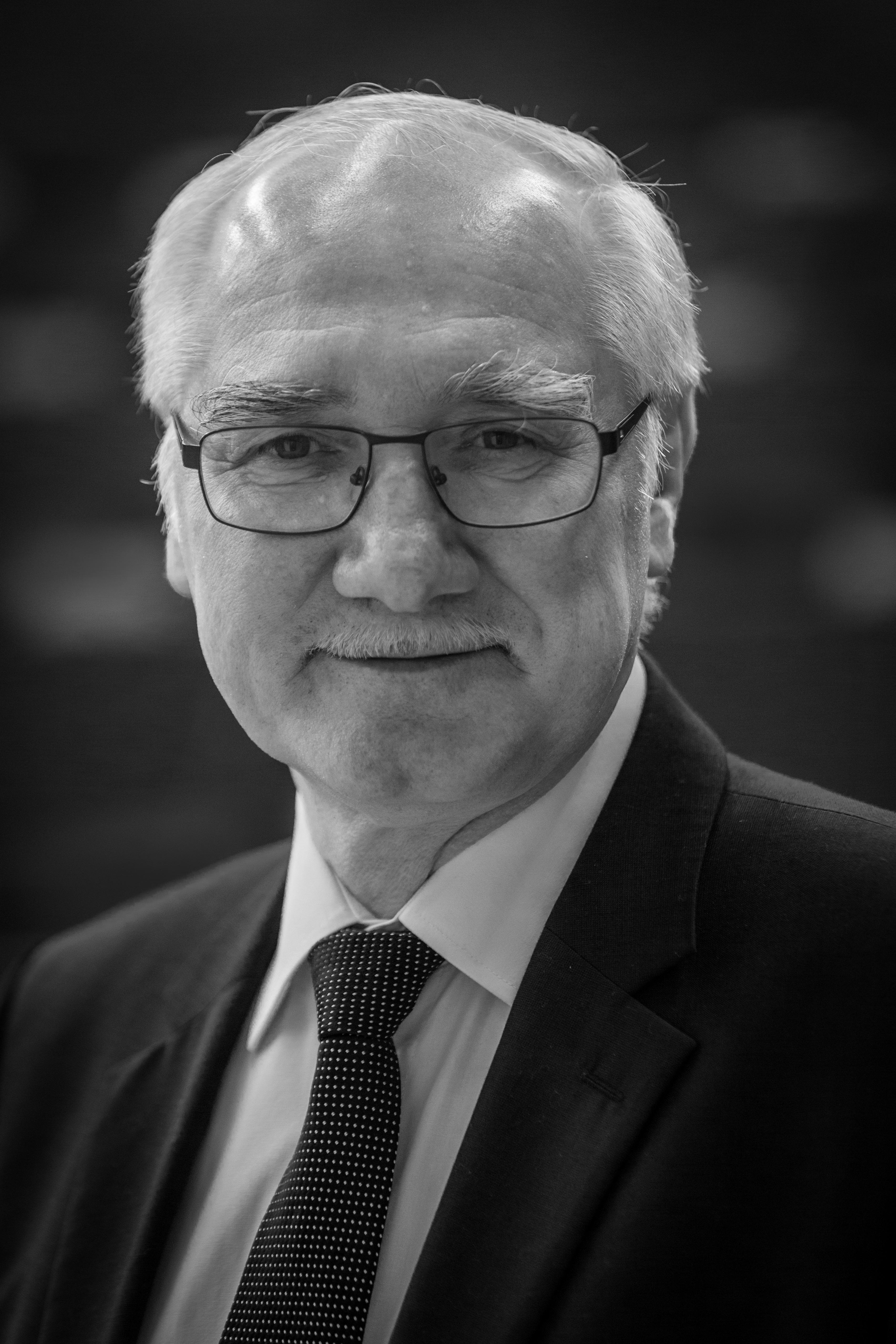
Miroslav Mikolášik (2015)

Miroslav Mikolášik (n. 11 septembrie 1952, Dolný Kubín) este un om politic slovac, membru al Parlamentului European în perioada 2014-2019 din partea Slovaciei.
1. 1 2 3  ]][[Categorie:Articole cu legături către elemente fără etichetă în limba română
2. ↑  Deputații în Parlamentul European